# Фабиан Хюрцелер
Фабиан Хюрцелер (на немски: Fabian Hürzeler) е бивш немски футболист и настоящ треньор, настоящ старши-треньор на „Брайтън енд Хоув Албиън“. 

## Личен живот
Роден е Хюстън, щата Тексас, САЩ, през 1993 г. Баща му е от Швейцария, а майка му – от Германия. По това време родителите му, които са стоматолози, работят в САЩ. Семейството му се връща в Германия през 1995 г. 

## Кариера

### Кариера като футболист
Кариерата на Хюрцелер е краткотрайна, и преминава в дубълите на Байерн, Мюнхен 1860 и Хофенхайм, както и аматьорските Пипинсрийд и Аймсбютлер.  Прекратява я на 29 г. възраст, като след 2016 г. започва да развива паралелно и треньорска дейност.

### Кариера като треньор
Започва треньорската си кариера в Пипинсрийд през 2016 г., където остава до 2020 г. 
След това става част от треньорския щаб на Санкт Паули като помощник на Тимо Шулц, като паралелно с това играе в аматьорския отбор Аймсбютлер.
В тази роля остава до октомври 2022 г., когато Шулц е уволнен, а самият той е повишен до позицията на старши-треньор. В 18-те мача от сезон 2022/23 с Хюрцелер като наставник, Санкт Паули записва само 2 загуби . Резултатите са надградени през последвалия сезон 2023/24, в който серията на мачове без поражение е удължена на 22. В резултат на добрата игра Санкт Паули става шампион и се завръща в Първа Бундеслига за пръв път след 2011 г.  
Благодарение на добрите игри на тима от Хамбург, през юни 2024 г. получава треньорския пост в английския Брайтън, наследявайки Роберто Де Дзерби. По това време той е на 31 години, с което се превръща в най-младия треньор на отбор от Английската висша лига. 